# Socorrotaube
Die Socorrotaube (Zenaida graysoni), auch Graysontaube oder Graysons Taube genannt, ist eine endemische Art, die ausschließlich auf der vor der west-mexikanischen Küste gelegenen Pazifik-Insel Socorro heimisch war. Nachdem auf der Insel eine Militärbasis eingerichtet worden war, wurde der Bestand dieser extrem zutraulichen Tiere in den 1960er-Jahren durch eingeschleppte, verwilderte Katzen und durch Bejagung im Freiland stark dezimiert. Im Freiland wurde sie zuletzt 1972 beobachtet, seitdem gilt sie in freier Wildbahn als ausgestorben.

## Aussehen und Lebensraum
Die Socorrotaube kann 20 bis 25 cm groß werden und hat ein rötlich- bis zimtbraun gefärbtes Gefieder. Der Schnabel ist kurz und schlank, rötlich gefärbt und an der Spitze dunkel. Der Geschlechtsdimorphismus ist nur sehr geringfügig ausgeprägt. Die Männchen haben lediglich ein etwas glanzreicheres Gefieder als die Weibchen. Die Taube hat ursprünglich – vermutlich paarweise – sehr unterschiedliche Biotope besiedelt, sowohl Wald- als auch Küstengebiete. Socorrotauben ernähren sich von Samen und Obst, von Grünfutter und von kleineren Insekten.

## Erhaltungszuchten
In den USA und in Deutschland überlebten um die 100 Tiere, so dass es durch gezielte Nachzuchten in Tierparks und Zoologischen Gärten gelang, die Art zumindest in Gefangenschaft zu erhalten; das Zuchtbuch im Rahmen des Europäischen Erhaltungszuchtprogramms (EEP) für die Socorrotaube wird im Zoo Frankfurt geführt. Die Nachzucht weist eine Reihe von Problemen auf. Viele der von privaten Haltern gezüchteten Socorrotauben sind durch gelegentliche Kreuzung mit Carolinatauben (Zenaida macroura) Hybride. Dies ist auch darauf zurückzuführen, dass die Socorrotaube bis zu Beginn der 1980er Jahre als eine Unterart der Carolinataube galt. Ein weiteres Problem ist das hohe Aggressionsniveau der Männchen. Die Paare müssen getrennt voneinander überwintert werden, bei wieder zusammengeführten Paaren verfolgt das Männchen das Weibchen sehr aggressiv. Eine Gemeinschaftshaltung ist grundsätzlich nur mit kleineren Vögeln anderer Familien möglich. Es ist ein Fall belegt, in dem die Tauben sogar Pennantsittiche töteten. Das stark aggressive Verhalten ist jedoch möglicherweise auch der Grund, warum sich die Socorrotaube auf Socorro als eigenständige Art entwickeln und eine Besiedlung durch Carolinatauben verhindern konnten. Die Insel wurde 16 Jahre nach dem Aussterben dieser Taubenart durch Carolinatauben erfolgreich besiedelt. Im Zoo Heidelberg werden seit 2016 Socorrotauben gehalten und gezüchtet. 2024 lebten weltweit 182 Tiere dieser Vogelart.

## Wiederansiedelung
Durch Bejagung der verwilderten Katzen soll künftig eine Rückführung von Socorrotauben in ihr Ursprungsgebiet ermöglicht werden. Hierzu wurden auf der Insel Socorro, die zu den Revillagigedo-Inseln gehört, bereits Volieren errichtet, um dort erste Tiergruppen zumindest in geschützter Haltung wieder ansiedeln zu können. Inzwischen wurde das Projekt zur Wiederansiedelung der Socorrotaube in das mexikanische „Aktionsprogramm für den Artenschutz“ aufgenommen; der weltweite Bestand wurde im Januar 2018 auf bis zu 170 Tiere geschätzt.

## Belege
1. ↑   Münst, S. 81
2. ↑  AOU Checklist of North and Middle American Birds, S. 225. Auf americanornithology.org, zuletzt abgerufen am 19. März 2022.
3. ↑  Badische Woche, 10./11. Mai 2024, S. 5.
4. ↑  Badische Woche, 10./11. Mai 2024, S. 5.
5. ↑  Claudia Schülke: Marthas Schicksal soll sich nicht wiederholen. www.faz.net, 5. Januar 2018, abgerufen am 19. März 2022.